# Григорчиково
Григо́рчиково (рос. Григорчиково) — присілок у складі Ленінського міського округу Московської області, Росія.

## Населення
Населення — 54 особи (2010; 50 у 2002).
Національний склад (станом на 2002 рік):
- росіяни — 92 %